# 備前だより
「備前だより」（びぜんだより）は、日本の岡山県備前市が制定した市歌である。作詞・水木れいじ、作曲・岡千秋。

## 解説
2005年（平成17年）3月22日に（旧）備前市および和気郡日生町、吉永町が合併して発足した（新）備前市では、合併協議会において市歌の制定に関する取り決めは特に行われなかった。その後、2025年（令和7年）に合併20周年を迎えるに当たって新しく市歌を制定することになり、市役所に検討委員会が設置される。
作成に際しては自治体歌の多くで採られる歌詞の懸賞募集に拠らず作詞を岡山市出身の水木れいじ、作曲を日生町鴻島出身の岡千秋に依頼し、岡の推薦により徳間ジャパンコミュニケーションズ所属の野中さおりが創唱者に選ばれた。自治体が制定する市歌ながらご当地ソングとしての側面を意識した作風に仕上がっており、音楽出版社『CDジャーナル』のレビューでは「備前市のイメージカラーの赤（備前焼の炎）、瀬戸内海の青、豊かな緑が盛り込まれた市歌だ」と評されている。
シングル（規格品番：TKCA-91585）は2024年（令和6年）10月9日の制定と同時に徳間ジャパンから一般発売されており、YouTubeでミュージックビデオが公開されている。カップリング曲（両A面扱い）は「瀬戸の舟宿」。